# Berango (metropolitana di Bilbao)
Berango è una stazione della linea 1 della metropolitana di Bilbao.
Si trova lungo Sabino Arana Kalea, nel comune di Berango.

## Storia
La stazione è stata inaugurata l'11 novembre 1995 con il primo tratto della linea 1.